# Ciénaga (Guánica)
Ciénaga es un barrio ubicado en el municipio de Guánica en el estado libre asociado de Puerto Rico. En el Censo de 2010 tenía una población de 2231 habitantes y una densidad poblacional de 150,67 personas por km².

## Geografía
Ciénaga se encuentra ubicado en las coordenadas 17°59′49″N 66°56′15″O / 17.99694, -66.93750. Según la Oficina del Censo de los Estados Unidos, Ciénaga tiene una superficie total de 14.81 km², de la cual 14.7 km² corresponden a tierra firme y (0.72%) 0.11 km² es agua.

## Demografía
Según el censo de 2010, había 2231 personas residiendo en Ciénaga. La densidad de población era de 150,67 hab./km². De los 2231 habitantes, Ciénaga estaba compuesto por el 80.28% blancos, el 9.73% eran afroamericanos, el 0.9% eran amerindios, el 6.86% eran de otras razas y el 2.24% pertenecían a dos o más razas. Del total de la población el 99.6% eran hispanos o latinos de cualquier raza.